# Erigorgus barbaricus
Erigorgus barbaricus är en stekelart som först beskrevs av Morley 1913.  Erigorgus barbaricus ingår i släktet Erigorgus och familjen brokparasitsteklar. Inga underarter finns listade i Catalogue of Life.